# Agon Sadiku
Agon Sadiku (Raahe, 10 de marzo de 2003) es un futbolista finlandés que juega en la demarcación de delantero para el KuPS Kuopio de la Veikkausliiga.

## Selección nacional
Tras jugar en varias categorías inferiores de la selección finlandesa, y un par de partidos con la selección de fútbol de Kosovo tras haberse nacionalizado, finalmente hizo su debut con la selección de fútbol de Finlandia en un partido amistoso contra Suecia que finalizó con un resultado de 2-0 a favor del combinado sueco tras los goles de Christoffer Nyman y Joel Asoro.

## Clubes
| Club                 | País         | Año       | Partidos | Goles |
| -------------------- | ------------ | --------- | -------- | ----- |
| Klubi 04             | Finlandia    | 2020-2021 | 28       | 6     |
| FC Honka             | Finlandia    | 2022-2023 | 38       | 17    |
| Rosenborg BK         | Noruega      | 2023      | 10       | 2     |
| IK Start (cedido)    | Noruega      | 2023      | 12       | 2     |
| Rosenborg BK         | Noruega      | 2024      | 6        | 3     |
| F. C. Emmen          | Países Bajos | 2024-2025 | 17       | 1     |
| KuPS Kuopio (cedido) | Finlandia    | 2025-     |          |       |